# Medizinhistorisches Museum Hamburg
Das im Oktober 2007 gegründete Medizinhistorische Museum Hamburg wurde im Juni 2010 eröffnet. Es steht unter der Ägide des Instituts für Geschichte und Ethik der Medizin am Universitätsklinikum Hamburg-Eppendorf. Das Museum bietet eine Dauerausstellung, regelmäßig Sonderausstellungen, Tagungen, Vortragsreihen, Workshops und Lesungen an. Es befindet sich im Fritz-Schumacher-Haus des Universitätsklinikums (UKE), Martinistraße 52, Gebäude N 30.

## Direktoren des Medizinhistorischen Museums Hamburg
Gründungsdirektor des Museums ist Heinz-Peter Schmiedebach. Auf Schmiedebach folgte 2017 als Direktor Philipp Osten.

## Ausstellung, Sammlung, Forschung
Zu den Aufgabenstellungen des Museums gehört neben dem Ausstellen und Sammeln auch die Forschung.

### Ausstellung

#### Dauerausstellung
Die Dauerausstellung des Medizinhistorischen Museums Hamburg, Die Entstehung der modernen Medizin, dokumentiert die Medizingeschichte des 19. bis 21. Jahrhunderts.
Zu den veranschaulichten Themen gehören u. a.:
- die Krankenpflege
- die Pathologie
- die Zahntechnik
- Infektionskrankheiten hier mit einem Schwerpunkt auf den Verlauf der COVID-19 Pandemie.
- die Geschichte der Pharmaindustrie
- die Entwicklung der Mikroskopie und Röntgentechnik.

##### Lern- und Gedenkort „Medizinverbrechen im Nationalsozialismus“
Teil der Dauerausstellung ist seit November 2017 der Lern- und Gedenkort „Medizinverbrechen im Nationalsozialismus“. Dieser erinnert an Hamburger Opfer der NS-Euthanasie, der Zwangssterilisationen und Humanexperimente.

##### „Ärztin/Arzt werden“ – Geschichte der medizinischen Lehre und Ausbildung
Seit Juni 2019 widmet sich ein Ausstellungsraum im Museum der Geschichte der medizinischen Lehre und Ausbildung.

##### Sektionssaal
Kernstück des Medizinhistorischen Museums Hamburg ist der restaurierte Sektionssaal des Pathologischen Instituts aus dem Jahr 1926. Dieser  enthält acht steinerne Sektionstische zur Untersuchung der Körper von Verstorbenen in einem lichterfüllten Raum.

### Sammlung
Das Museum weist verschiedene wissenschaftliche Dokumenten- und Objektsammlungen auf.

#### Dokumentensammlungen
Dokumente zur Geschichte des Eppendorfer Krankenhauses und die historische Fotosammlung desselben bilden den Schwerpunkt der Dokumentensammlungen des Museums und des Instituts für Geschichte und Ethik der Medizin am Universitätsklinikum Hamburg-Eppendorf, die Bestände aus diversen Gebieten der Medizingeschichte umfassen.

#### Objektsammlungen
Das Museum verfügt über zahlreiche wissenschaftliche Objektsammlungen.

##### Teilsammlungen
Zu den Teilsammlungen gehören neben einer Moulagensammlung, Sammlungen aus der Hals-Nasen-Ohren-Klinik, aus der Zahnprothetik, der Neuropathologie und der Medizintechnik.

###### Moulagensammlung
Herausragend ist die Moulagensammlung des Museums. Die Sammlung umfasst 600 Exponate unterschiedlicher Herstellungszeiten und Provenienzen. Darunter befinden sich auch Wachsbilder zu verschiedenen Krankheitsstadien und Symptomen der Syphilis. Eine Auswahl der Moulagen wird gezeigt.

### Forschung
Das Medizinhistorische Museum Hamburg ist ein forschendes Museum. In Zusammenarbeit mit dem Institut für Geschichte und Ethik der Medizin bearbeitet es wissenschaftliche Themen und Projekte.

## Förderer
Sowohl der Aufbau als auch der Betrieb des Museums wurde beziehungsweise wird maßgeblich unterstützt vom Freundes- und Förderkreis des Universitätsklinikums Hamburg-Eppendorf e. V.